# Kick-box

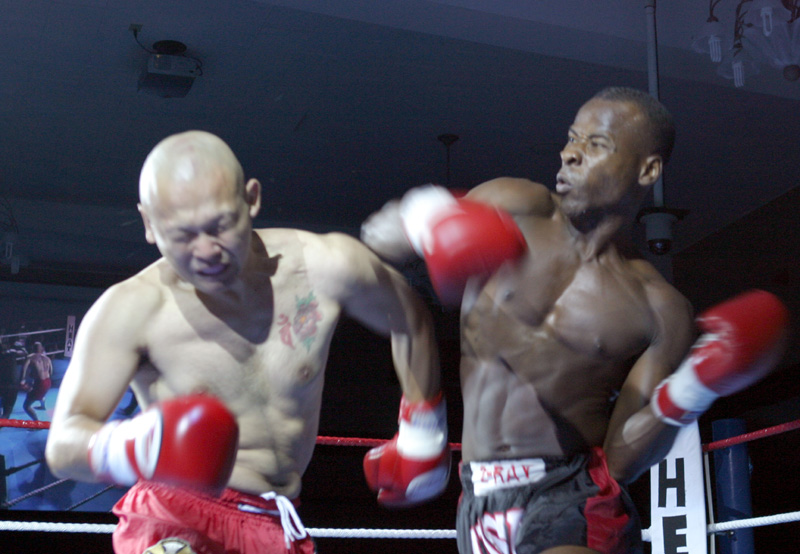
Kickbox-mérkőzésen egy jól kivitelezett jobbhorog ütés

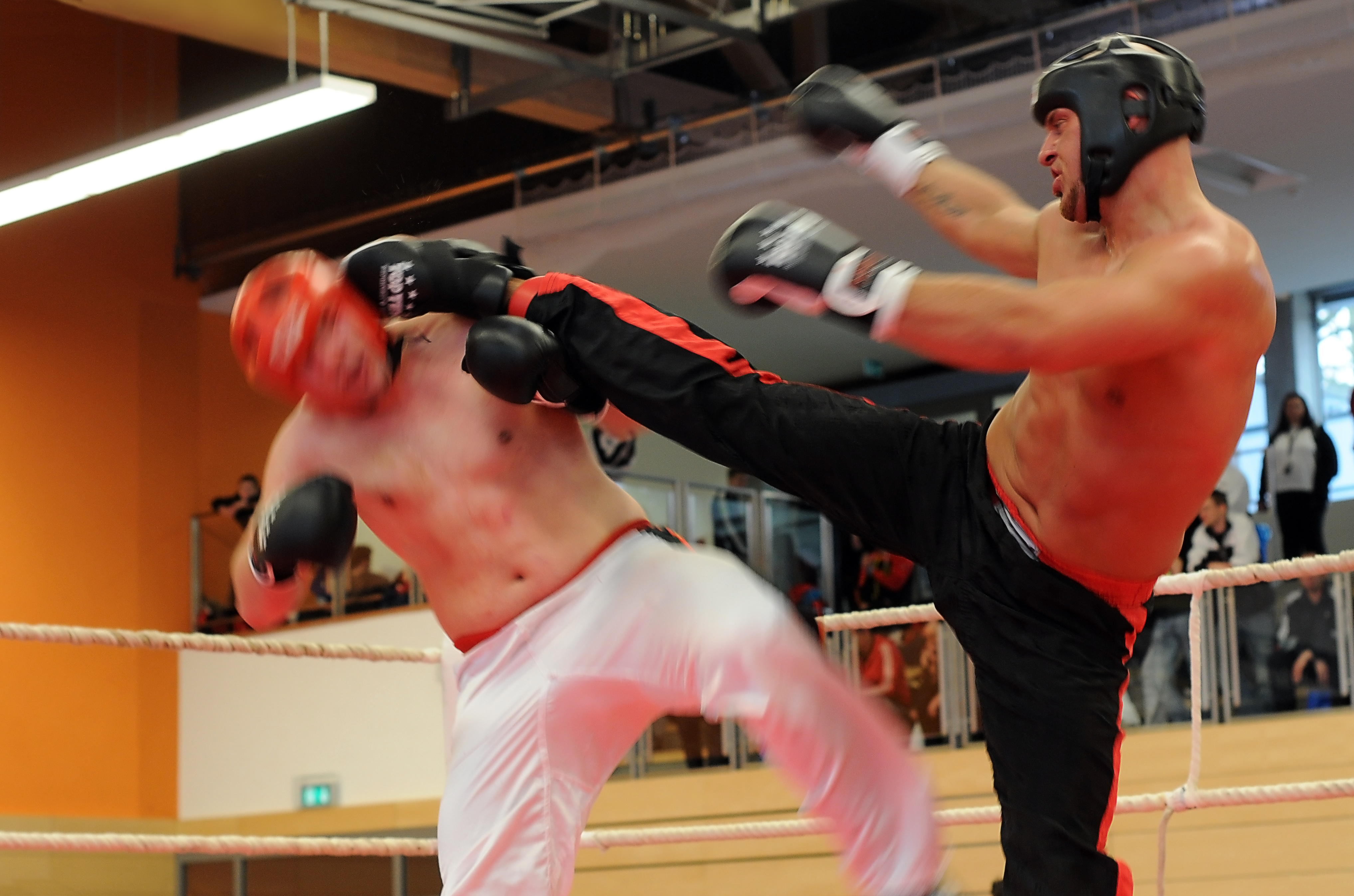
German Open 2010

A kick-box több tradicionális harcművészet elemeit ötvöző küzdősport.

## Története
A kick-box eredetileg Japánból származik, ahol már az 1950-es években is tartottak mérkőzéseket. Az Egyesült Államokban 1970-es évek közepe táján kezdték művelni, és valamivel később került át Nyugat-Európába. A kick-box első elnevezése sportkarate, majd all-style sportkarate volt, később egységesen a kick-box elnevezés használata vált elfogadottá.
Az alapítók egyik fő célja az volt, hogy az ütéseket és rúgásokat használó távol-keleti eredetű harcművészetek – a (japán eredetű) karate, a (koreai eredetű) taekwondo és a (kínai eredetű) kungfu, valamint a thaiföldi eredetű muay thai – mozgásanyagát továbbfejlesztve, azokat ötvözve a boksz technikákkal, egy önálló, deklaráltan verseny-centrikus küzdősportot hozzanak létre. A kick-box nem tagadja a tradicionális gyökereit, de önmagát nem harcművészetként, hanem egy modern küzdősportként határozza meg.
Hivatalosan 1985- ben kezdődött Magyarországon a full-contact irányzat, s abban az évben rögtön itt került sor a világbajnokságra.
2021-ben a Nemzetközi Olimpiai Bizottság teljes jogú olimpiai sportként ismerte el.

## Szabályrendszerek
Ma a kick-boxot, a küzdelmi szabályrendszerek alapján két alcsoportra szokták osztani: ringes (full-kontact, low-kick és K1) és tatamis (pointfighting, light-kontact és kick-light). A kick-box ágazataihoz különböző világszövetségek is tartoznak. A legnagyobb a World Association of Kickboxing Organizations (WAKO), aminek több mint 90 tagja van.
A kick-box versenyeken a sportolók küzdelmi és formagyakorlat versenyszámokban versenyeznek, a nők és a férfiak külön.
A küzdelmi versenyszámokat hat szabályrendszerben rendezik. Ezek alapvetően abban különböznek egymástól, hogy az akciók (ütések és rúgások) végrehajtásánál a kontrollált félerejű (a pointfighting, light-kontact és kick-light szabályrendszerekben), vagy a teljes erejű (a full-kontact, low-kick és K1 szabályrendszerekben) végrehajtás engedélyezett.
A semi és light-kontakt küzdelmeket egy 8×8 méteres tatamival borított küzdőtéren, míg a teljes erejűeket ökölvívó ringben vívják.
Érvényes találati felületek: fej elölről és oldalról (a PF-ban a tarkó is), a test elölről a nyak és az öv között a test oldalvonaláig, a low-kick ill. a K1 szabályrendszerekben a comb illetve az egész láb is. Engedélyezett a lábsöprés.

### Az egyes szabályrendszerek legfontosabb jellemzői
Pointfighting: A pointfighting szabályrendszerében a küzdelem egy 8x8 méteres tatamin zajlik. A versenyzők hosszú nadrágot, pólót és az övfokozatuknak megfelelő színű övet viselnek. A mérkőzés célja, hogy a résztvevők minél több pontot gyűjtsenek érvényes találatokkal. Engedélyezettek a kontrollált, félerejű ütések és rúgások a testre és fejre. Az öv alatti részt kizárólag lábsöpréssel lehet támadni. Nem megengedett a fogás, a térdelés, illetve a sípcsonttal történő rúgás. Minden sikeres találat esetén a vezetőbíró megszakítja a küzdelmet, majd kihirdeti és kiosztja a szabályoknak megfelelő pontértéket.
Light-Contact: A küzdőtér 8x8m-es tatami, a ruházat hosszú nadrág, póló és az övfokozatnak megfelelő színű öv. A küzdelem célja minél több pontszerzés. A szabályok megegyeznek  a PF szabályokkal, azzal a különbséggel, hogy a küzdelem folyamatos, a bírók a menetek alatt pontoznak és a mérkőzés végén a bírók pontozása alapján születik meg a végeredmény, a bevitt érvényes találatok száma alapján. Tilos a fogás és térdelés, valamint a sípcsonttal történő rúgás.
Kick- Light: A küzdőtér 8x8m-es pást vagy tatami, a ruházat rövidnadrág, meztelen felsőtest a hölgyeknél a felsőtesten top. A technikák megegyeznek a Light-Contact szabályrendszerrel, azzal kiegészítve, hogy a comb is támadható felület. A küzdelem folyamatos, a bírók a menetek alatt pontoznak és a mérkőzés végén a bírók pontozása alapján születik meg a végeredmény, a bevitt érvényes találatok száma alapján.
Full-Contact: A küzdőtér szabályos ökölvívó szorító, a ruházat hosszú nadrág meztelen felsőtest, a hölgyeknek a felsőtesten top, a versenyzők övet nem viselnek. A küzdelem célja a mielőbbi leütés, kiütés. Teljes erejű ütésekkel és rúgásokkal támadható a test és a fej, illetve lábsöpréssel a láb. Tilos a térdelés és a fogás. Amennyiben a mérkőzés végig megy, pontozás alapján születik döntés, a pontozás a bevitt érvényes találatok száma alapján történik, az ellenfél kiütése szabályos. (K.O.)
Low-Kick: A küzdőtér szabályos ökölvívó szorító, a ruházat rövidnadrág, meztelen felsőtest a hölgyeknél a felsőtesten top. A küzdelem célja a mielőbbi leütés, kiütés. A szabályok megegyeznek a Full-Contact szabályaival, azzal a különbséggel, hogy köríves rúgásokkal támadható a comb minden irányból.  Amennyiben a mérkőzés végig megy, pontozás alapján születik döntés, a pontozás a bevitt érvényes találatok száma alapján történik, az ellenfél kiütése szabályos. (K.O.)
K1: A küzdőtér szabályos ökölvívó szorító, a ruházat rövid nadrág, félmeztelen felsőtest a hölgyeknél a felsőtesten top. A küzdelem célja a mielőbbi leütés, kiütés.
A szabályok megegyeznek a Low-Kick szabályokkal, azzal a különbséggel, hogy engedélyezett a fogás /klincs/ addig, amíg a versenyzők aktívak benne. Engedélyezett továbbá a térdelés lábra testre fejre, támadható a láb minden irányból, beleértve a térd ízületet is, engedélyezett a földre vitel is. Amennyiben a mérkőzés végig megy, pontozás alapján születik döntés. A pontozás a bevitt érvényes találatok száma alapján történik.
A sportolók a küzdelmi versenyeken kötelezően védőfelszerelést viselnek: védőkesztyű (a semi-kontaktban nyitott kezes, a többi szabályrendszerben zárt kezes), lábvédő, sípcsontvédő, fejvédő, fogvédő, herevédő.Kivételt képez a K1 szabályrendszer, ahol láb- és fejvédőt nem viselnek a versenyzők.

## Szervezetek
| Szervezet                                                             | Weboldal                                                                                           |
| --------------------------------------------------------------------- | -------------------------------------------------------------------------------------------------- |
| World Association of Kickboxing Organizations (W.A.K.O)               | http://www.wakoweb.com                                                                             |
| World amateur sport Kickboxing Organization (W.A.S.K.O.)              | http://www.dovuscu.com/ Archiválva 2009. február 7-i dátummal a Wayback Machine-ben                |
| International Kickboaxing Board of Control (IKBC)                     | http://www.ikbc.org/                                                                               |
| The World Kickboxing & Karate Association (W.K.A.)                    | https://web.archive.org/web/20170614113347/http://kickboxing-wka.co.uk/                            |
| World Kickboxing Network (W.K.N.)                                     | http://www.worldkickboxingnetwork.com/ Archiválva 2022. március 9-i dátummal a Wayback Machine-ben |
| World Kickboxing Union (W.K.U.)                                       | http://www.wku-kickboxing.com/ Archiválva 2010. december 30-i dátummal a Wayback Machine-ben       |
| World Kickboxing Federation (W.K.F.)                                  | https://web.archive.org/web/20190605061538/http://www.wkfkickboxing.com/                           |
| International Kickboxing Federation (IKF) – Prof & Amateur Kickboxing | http://www.ikfkickboxing.com                                                                       |
| World Federation of Kickboxing (WFK)                                  | https://web.archive.org/web/20180520015742/http://www.wfk-gov.com/                                 |
| Professional Kickboxing Association (P.K.A)                           | http://www.pkakickboxing.com/ Archiválva 2008. július 4-i dátummal a Wayback Machine-ben           |